# 安内莉·瓦尔格伦
安内莉·瓦尔格伦（瑞典語：Anneli Wahlgren，1971年1月15日—），瑞典女子足球运动员，场上位置是前锋。她曾入选1996年夏季奥林匹克运动会瑞典女子足球队阵容，但并未上场参赛。